# Quercus glauca
Quercus glauca — вид рослин з родини Букові (Fagaceae); поширений південно-східній частині Азії від Гімалаїв до Японії.

## Опис
Дерево до ≈ 18 м заввишки. Крона яйцеподібна спочатку, стає куполоподібною. Кора чорно-коричнева, гладка на перших порах, за старіння — борозниста й шорстка. Молоді гілочки голі, товсті, жорсткі, темно-оливково-зелені. Листки 6–13 × 2.5–5 см, вічнозелені, від овальних до довгасто-еліптичних, товсті, шкірясті, цілі, злегка зубчасті в верхівкових 1/2; верхівка від загостреної до хвостатої; основа від округлої або широко клиноподібної; блискучі й темно-зелені зверху; синьо-зелені й запушені знизу; молоді листки запушені й змінні за кольором: коричневі, бронзові, пурпурові або зелені; ніжка листка жовта, 1–3 см завдовжки. Жіночі суцвіття короткі, несуть 2–4 квітки. Жолудь яйцюватий, довгасто-яйцюватий або еліпсоїдний, 1–1.6 см завдовжки, 0.9–1.4 см у діаметрі; одинарний або до 3; закритий чашечкою на 1/3 або 1/2 довжини; чашечка 1–1.3 см у діаметрі з 5–6 концентричними кільцями; дозріває через 1 рік. Чоловічі сережки 3.5–6 см завдовжки, скупчені, запушені.
Період цвітіння: березень — квітень.

## Середовище проживання
Поширений у південно-східній частині Азії від Гімалаїв до Японії.
Панівний вид субтропічних і теплих помірних лісів у всьому регіоні Індокитаю. Q. glauca має кілька підвидів, які ростуть як компоненти вторинних листопадних дубів, дубово-соснових лісів та вологих широколистяних вічнозелених лісів у гірських долинах. Висота зростання: 1300–2000 м.

## Використання
Має дуже тверду деревину, яку періодично використовують у будівництві, хоча і не так часто, як інші види Quercus. Крім того, цей вид використовується місцево як паливо та корм та як ліки від дизентерії. Інколи культивується.

## Галерея

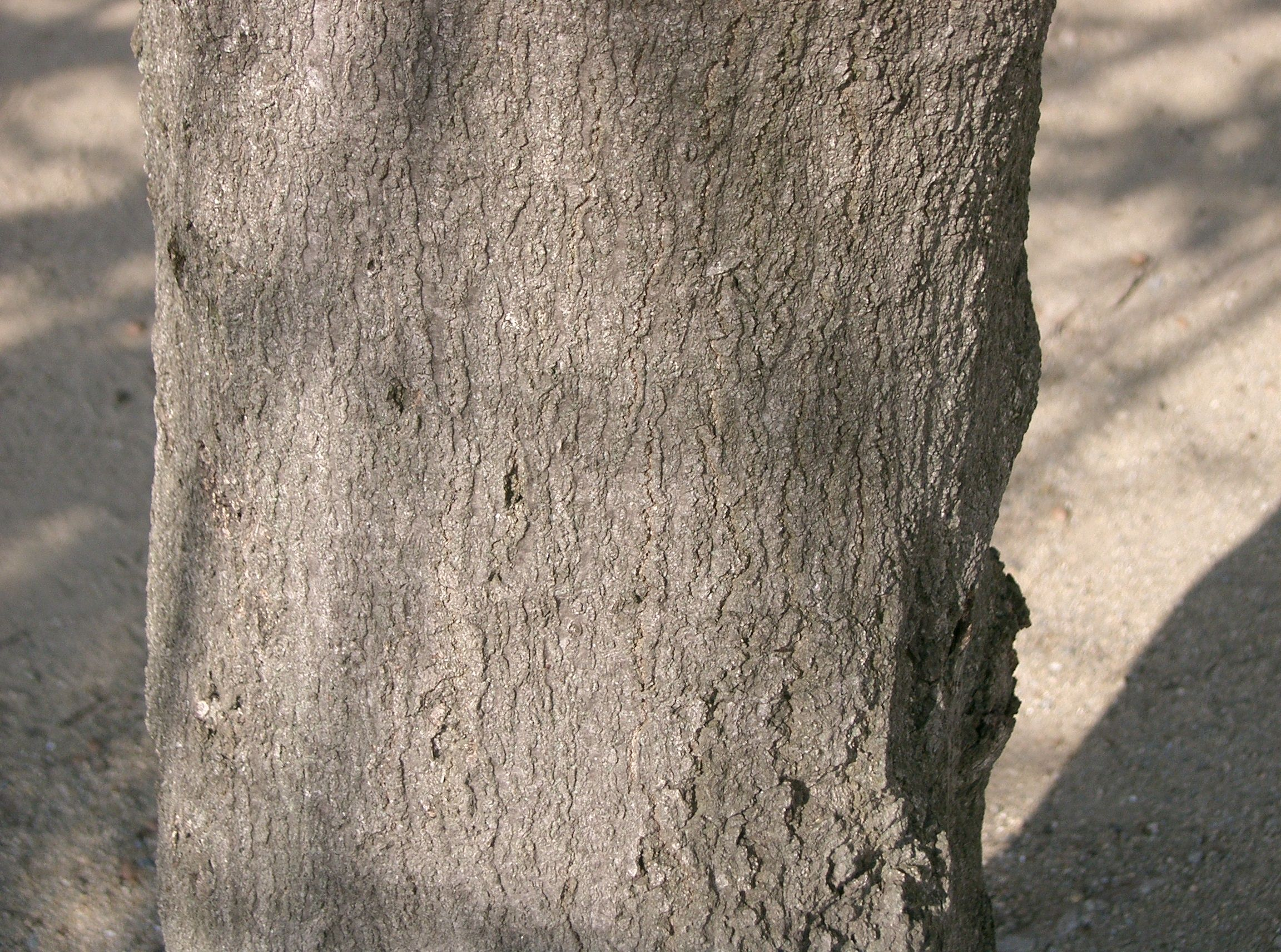
стовбур
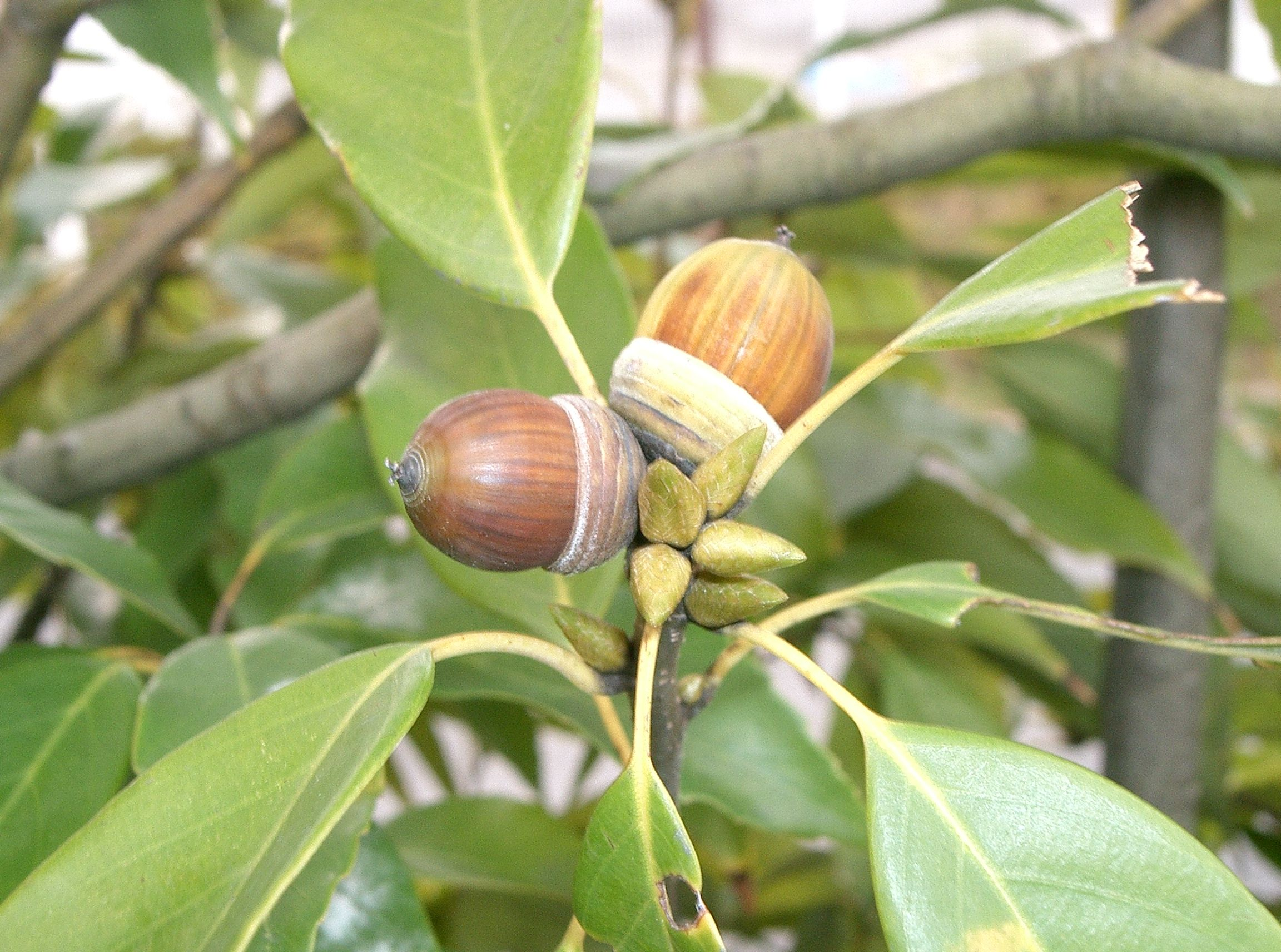
жолуді
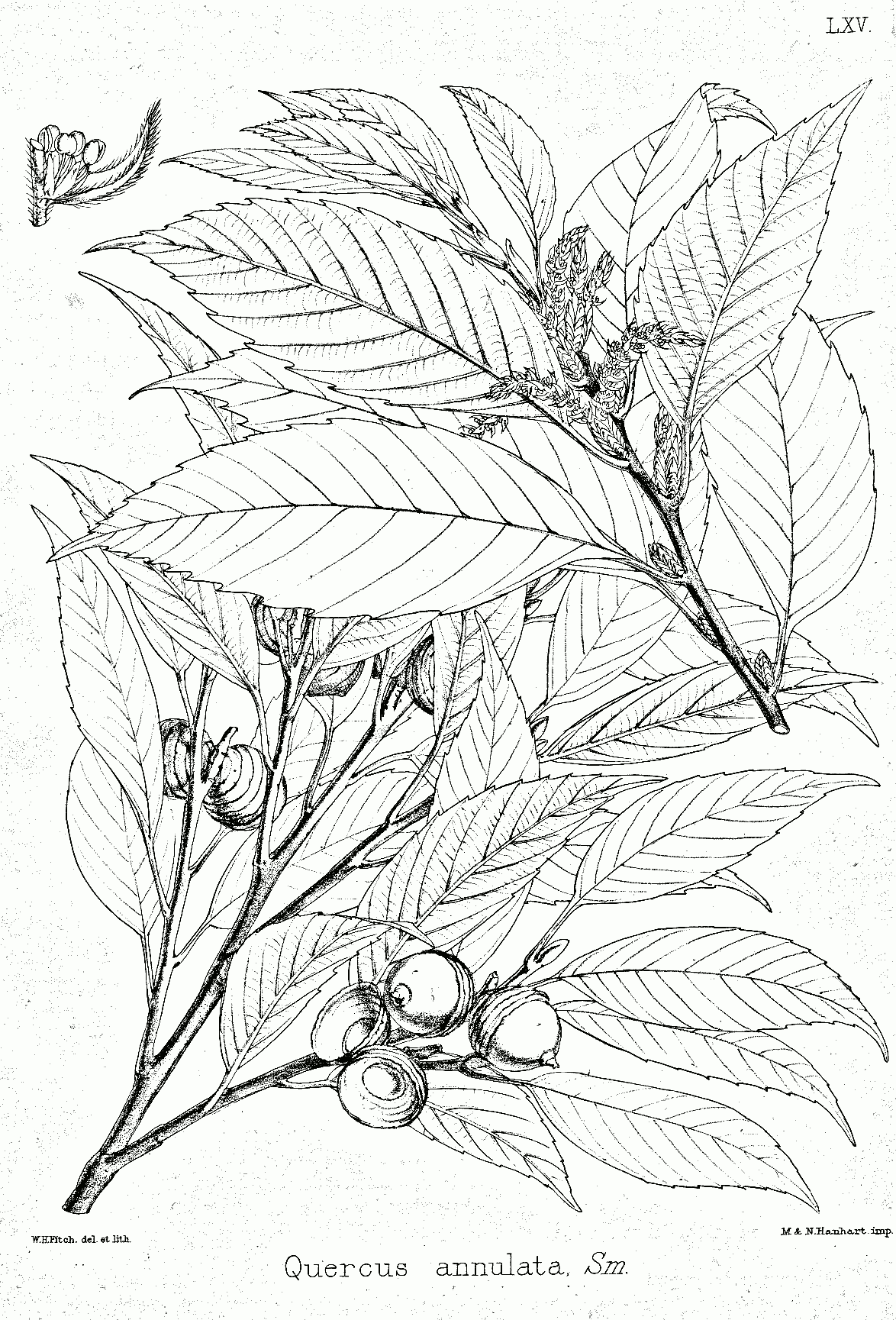
ілюстрація